# Paracrossotus
Paracrossotus is een kevergeslacht uit de familie van de boktorren (Cerambycidae). De wetenschappelijke naam van het geslacht werd voor het eerst geldig gepubliceerd in 1969 door Breuning.

## Soorten
Paracrossotus is monotypisch en omvat slechts de volgende soort:
- Paracrossotus multifasciculatus Breuning, 1969